# Цепоаја (Бакау)
Цепоаја (рум. Țepoaia) насеље је у Румунији у округу Бакау у општини Мотошени. Oпштина се налази на надморској висини од 175 m.

## Становништво
Према подацима из 2002. године у насељу је живело 523 становника, од којих су сви румунске националности.